# Support documentaire
Un support documentaire est l'élément physique sur lequel repose un document, et qui détermine son mode de consultation et de conservation. Le support est tout d’abord un moyen de conservation des traces (contenu), mais aussi un moyen d’inscription, de diffusion, et de restitution.

## Description
On distingue généralement plusieurs types de support qui ont tous en commun d'assurer une certaine pérennité des informations contenues. La durabilité du support est en effet primordiale dans la mesure où c’est elle qui conditionne la survie des documents. Ainsi, certaines civilisations ne nous ont laissé que très peu, voire pas de documents, parce que leurs supports n’ont pas résisté au temps. Avec le numérique, une nouvelle réflexion sur la matérialité des supports se développe. Par exemple, un flux d’information est-il un support physique ?  
Le terme de support vient du latin « supportare » qui signifie « apporter de bas en haut ». Cette notion est ambivalente : le support est à la fois ce qui reçoit le texte et ce qui le porte.
Il est souvent confondu avec le document, alors que si le document est caractérisé par son contenu, et qu’il peut ainsi faire l’objet d’un référencement documentaire, le support ne peut pas.
Pascal Duplessis propose une typologie des supports.
En envisageant le support comme un moyen technique, il relève plusieurs types de support :
- Les supports de conservation : DVD, CD vierges, Disque Dur, « Nouveau document »
- Les supports de communication : imprimé, analogique, numérique
- Les supports de transmission : câble, antenne, satellite

Au-delà de ces supports techniques, Pascal Duplessis envisage également le support de l’information qui offre des formes matérielles à partir d’objets documentaires. Il s’agit par exemple d’un CD, d’un livre, ou encore d’un site web.

## Les différents supports

### Supports numériques
Les supports numériques sont des éléments matériels dans lesquels les informations scriptovisuelles, audios ou audiovisuelles sont déposées, soit codées à l’aide de caractères (lettres, chiffres ou symboles). Plusieurs types de supports numériques existent : les disquettes, les cartes à puce, les disques (dur, photonumérique ou optique) et les différentes mémoires informatiques.
L’avènement du numérique constitue un point de rupture dans l’histoire du duo information/support : la transformation de la matérialité du document qui rend possible l’inscription de l’information grâce à des unités manipulables, soit une succession de 0 et de 1, pose le défi de l’authenticité des documents numériques et de la conservation matérielle de ceux-ci. D’une part, la spécificité des supports numériques repose sur le fait que l’information est dissociée de son support et nécessite l’usage d’un outil de lecture, comme un ordinateur, afin de voir l’image du document numérique. Effectivement, les fichiers informatiques, quel que soit le format, ne peuvent être décryptés par l’humain. Par ce fait, il devient difficile de distinguer les documents qui sont nés numériques originaux de leurs copies. Il faut bien maitriser les logiciels bureautiques pour distinguer les fichiers qui sont en fait des copies ou qui ont subi des modifications. D’autre part, par leurs propriétés intrinsèques, les documents numériques ne peuvent plus être conservés physiquement de la même façon que sur les supports papier.
Le développement rapide des technologies d’information et de communication, les couts des modalités de l’exploitation, de la diffusion et de la maintenance des supports compliquent le processus de conservation des documents. Les supports numériques de stockage existants tendent de plus en plus à disparaître au profit de technologies nouvelles, ce qui rend les documents numériques vulnérables puisqu’il n’existe pas de support de données numériques totalement pérennes. Par exemple, la durée de vie d’un disque dur va rarement au-delà de 5 ans. Une autre des raisons est liée à l’évolution rapide des technologies : lorsqu’une technologie vient à disparaitre, il est alors nécessaire de changer de moyen de stockage. Il en va de même pour les logiciels et systèmes d’exploitation.

### Supports papier

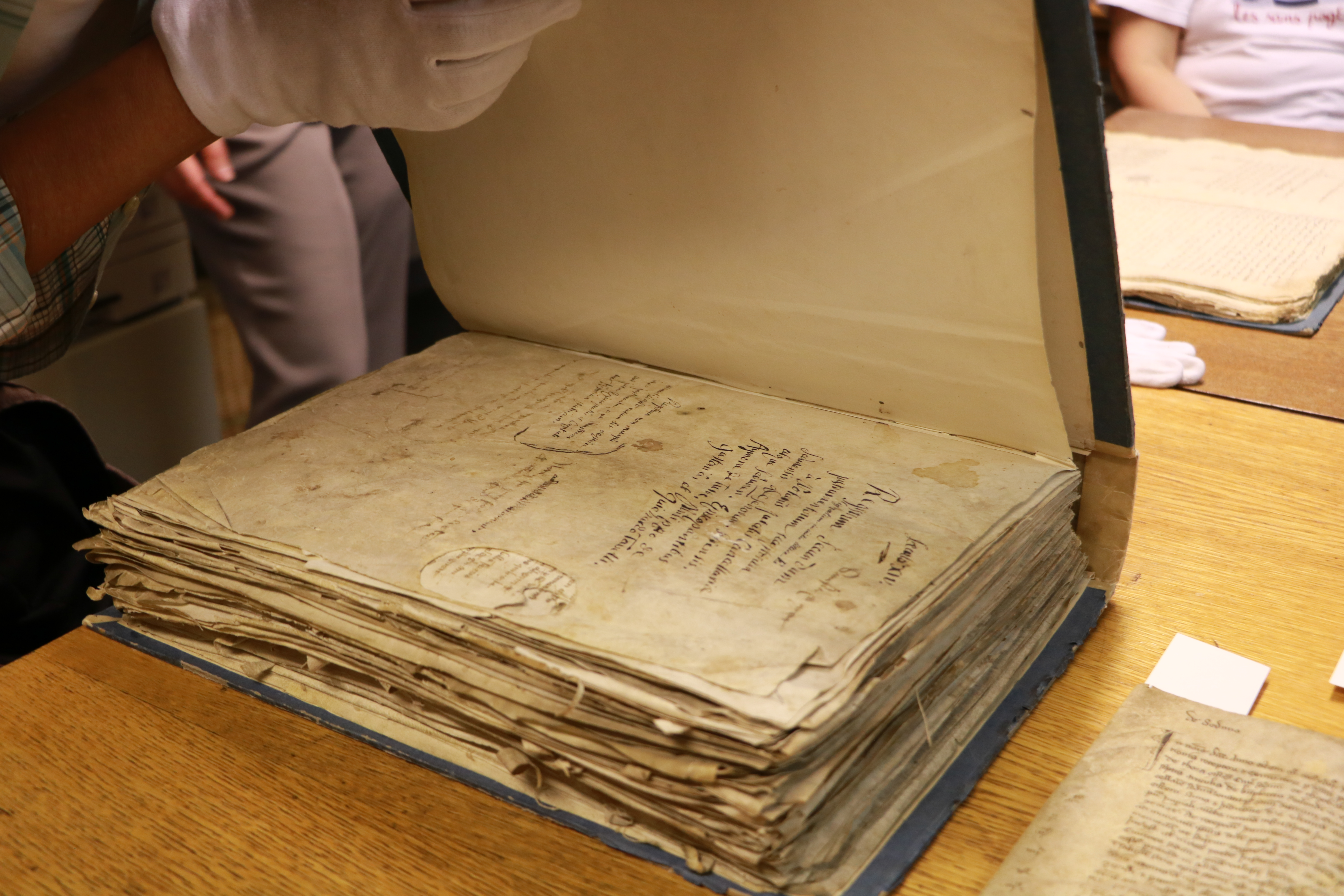
Parchemin de l'archevêché cathédral de Sion

Le support papier est apparu bien avant les supports magnétiques, numériques et optiques très utilisés de nos jours. Voici des exemples de différents supports papier:
- imprimé : document reproduit sur papier au moyen des techniques de l'imprimerie ou de la PAO (Publication assistée par ordinateur) ;
- manuscrit : document écrit ou copié à la main sur papier ;
- papyrus: document rédigé à la main sur un papyrus[7] ;
- parchemin: document écrit sur une peau d'animal traitée[8].

Faisant partie des supports les plus anciens (si l'on écarte la tablette d'argile, la stèle de pierre, anciens supports d'écriture), les exemples présentés ci-dessus sont considérés comme les supports traditionnels de l'écriture. Ces documents, dits traditionnels, possèdent une meilleure pérennité et stabilité. En plus d'être stable et pérenne, il est plus facile de certifier l'authenticité d'un document papier que numérique. Plusieurs propriétés physiques du papier (épaisseur, densité, poids...) permettent de déterminer certaines informations en ce qui concerne la provenance du papier et son utilisation. Le filigrane du papier permet, par exemple, d'authentifier le document et parfois même de le dater. Les exemples de supports papier mentionnés ci-dessus concernent surtout des documents écrits. Cependant, le support papier ne regroupe pas que ces documents. En effet, il serait possible d’ajouter des documents visuels parmi ces exemples. Les photographies notamment peuvent entrer dans cette catégorie, car elles aussi portent des informations, bien que celles-ci ne soient pas lisibles, il est possible de les analyser visuellement. En ce sens, les photographies font partie des imprimés.
Ainsi, il est donc probable de combiner deux médias sur support papier : l’écriture et l’image. Un bon exemple de cette combinaison est la carte géographique : l’information sur ce support provient en grande partie de l’image, mais des informations supplémentaires sont ajoutées avec l’écriture (légende, noms de villes...).

### Supportsmicroforme
- microfiche : carte photographique qui reproduit un document à une échelle très réduite lisible seulement à l’aide d’un lecteur approprié.
- microfilm : rouleau de film photographique qui reproduit un document à une échelle très réduite lisible seulement à l’aide d’une machine appropriée.

### Supports électroniques (composants électroniques)
- carte à puce ;
- clé USB ;
- carte mémoire ;
- mémoire flash ;
- SSD ;

### Supports électromagnétiques
- disque dur (disque dur de serveur Web)

### Supports optiques
- disques optiques (CD-ROM, DVD-ROM, disque compact audio, DVD audio/vidéo), Blu-ray.

### Supports magnétiques
- carte à piste magnétique
- bande magnétique (cassette audio, cassette vidéo)
- disquettes

Un même type de document peut être évidemment multisupport (exemples : livre imprimé/livre en ligne, article de revue scientifique imprimée/article de revue scientifique en ligne).

## En pédagogie
En pédagogie documentaire, la principale difficulté pour les élèves est d’opérer la distinction entre document et support. Le plus souvent, il est maintenu qu’un livre « général » est un support tandis qu’un livre « particulier » est un document.
Selon l’information recherchée, ou le projet d’écriture envisagé, il est important d’utiliser le support documentaire adapté. Rechercher le support adéquat intervient lors des premières étapes de la recherche documentaire. C’est d’ailleurs pour cette raison que la notion de support est importante en pédagogie documentaire et que l’utilité propre aux différents supports est souvent enseignée.